# PGC 3135958
LEDA/PGC 3135958 ist eine Galaxie im Sternbild Pfau am Südsternhimmel, die schätzungsweise 436 Millionen Lichtjahre von der Milchstraße entfernt ist. Gemeinsam mit IC 1252 bildet sie ein Galaxienpaar.

Im selben Himmelsareal befindet sich u. a. die Galaxie NGC 6338, NGC 6345, NGC 6346, IC 4650.